# Thione puncticeps
Thione puncticeps is een keversoort uit de familie kerkhofkevers (Monotomidae). De wetenschappelijke naam van de soort werd in 1899 gepubliceerd door David Sharp.